# Кантеник, Станислав Константинович
Станислав Константинович Кантеник (14 августа 1919, Москва — 4 сентября 2001, Москва) — советский учёный-металлург, педагог, один из организаторов системы заочного образования в позднем СССР, ректор Всесоюзного заочного политехнического института с 1960 г. по 1988 г.

## Биография
Станислав Константинович Кантеник родился в 1919 г. в семье кузнеца. Имел младшего брата Бронислава. 
В 1941 г. он с отличием окончил Московский институт стали, получив квалификацию инженера-металлурга по специальности «Литейное производство черных и цветных металлов». Трудовую деятельность начал с должности мастера литейного цеха. Участник Великой Отечественной войны.
В 1944 г. демобилизованный младший лейтенант артдивизиона был принят в аспирантуру МИС на кафедру «Литейное производство», на которой продолжил работу после защиты кандидатской диссертации в 1953 г.
Работал заместителем декана металлургического факультета МИС, руководителем отдела Главного управления инженерных вузов Минвуза СССР.
С 1960 г. по 1988 г. – ректор Всесоюзного заочного политехнического института. Профессор.
Похоронен на Ваганьковском кладбище (47 уч.).

## Научная деятельность
С.К. Кантеник никогда не оставлял научной деятельности в качестве исследователя-металлурга, и вырос в крупного ученого в области литейного производства. В ВЗПИ С.К. Кантеник возглавлял кафедру «Литейное производство». Он является автором и соавтором более 100 учебных, учебно-методических и научных работ, среди которых учебники «Литейные сплавы» (в соавторстве с Л.И. Леви) и «Технология металлов и сварка» (под ред. П.И. Полухина), учебные пособия «Стальное литье» и «Контроль металлургического производства» (в соавторстве с А.И. Батышевым).

## Педагогическая деятельность
На протяжении почти 30 лет С.К. Кантеник был ректором ВЗПИ, очень много сделал для организации заочного политехнического образования в СССР и немало способствовал международному распространению образования без отрыва от производства. Именно во время его ректорства ВЗПИ стал базовым вузом страны по подготовке инженерных кадров и методическим центром заочного образования как такового.
С.К. Кантеник был председателем научно-методического совета Минвуза СССР по проблемам заочного образования. Как талантливый педагог, он всемерно способствовал внедрению новых форм дистанционного образования, многие из которых только в начале XXI века получили полноценное развитие. В частности, разработки педагогов и методистов ВЗПИ во многом предвосхитили такую популярную сегодня форму обучения как MOOC-и. Так, в ВЗПИ был создан учебный телевизионный центр, аудитории института оснастили современными телевизионными комплексами. Преподавателями института были подготовлены телевизионные лекции по фундаментальным и специальным техническим дисциплинам. Именно педагоги ВЗПИ вели на Центральном телевидении циклы лекций для студентов вузов.
Крупный специалист в области методики и организации заочного обучения, С.К. Кантеник активно способствовал организации заочного образования в странах социалистического лагеря. Он был руководителем советских делегаций на Международных конгрессах в Болгарии, Венгрии, Швеции, Польше, ГДР, Югославии и ряде других стран.
В 1979 г. на Международной конференции в Великобритании он выступил с докладом о заочном обучении. Кроме того, С.К. Кантеник принимал участие в работе конференции Международного совета при ЮНЕСКО, где также выступал с докладом.

## Признание
С. К. Кантеник неоднократно избирался депутатом Моссовета. Его деятельность отмечена высокими правительственными наградами, он — кавалер трёх орденов и восьми медалей.

## Личная жизнь
Дочь — Ирина Белашова, доктор наук, профессор